# ダニエル＝アンドレ・タンデ
ダニエル＝アンドレ・タンデ(Daniel-André Tande、1994年1月24日-)はノルウェーのスキージャンプ選手である。2018年平昌オリンピック団体金メダリスト、スキーフライング世界選手権個人・団体の金メダリスト。

## 経歴
コンチネンタルカップのデビューは2012年のオスロ大会で、20位に入りポイントを獲得した。ワールドカップのデビューは2013年のバート・ミッテルンドルフ大会で、1日目31位、2日目15位でポイントを獲得した。2013年および2014年のジュニア世界選手権に出場し、2014年の団体戦銅メダルのメンバーとなった。
2015/16シーズンは、ワールドカップ開幕戦のクリンゲンタール大会で優勝し、初の表彰台を獲得した。このシーズンは他に2位2回、3位1回で総合7位に躍進した。スキーフライング世界選手権バート・ミッテルンドルフ大会に初出場し、個人18位、団体金メダルのメンバーとなった。
2016/17シーズンはワールドカップで2勝し、2位を4回獲得するなどし、総合3位となった。世界選手権ラハティ大会に初出場し、個人2試合、団体2試合に出場、そのうち男子団体で銀メダルのメンバーとなった。
2017/18シーズンはワールドカップで2勝、2位3回、3位3回で、前シーズンに引く続き総合3位となった。2018年平昌オリンピックでは、個人ノーマルヒル6位、個人ラージヒル4位、団体金メダルのメンバーとなった。フライング世界選手権オーベルストドルフ大会では個人、団体とも金メダルを獲得した。
2018年春、スティーブンス・ジョンソン症候群により入院し、2018/19シーズンのワールドカップ開幕戦には間に合ったものの精彩を欠き、ラハティ大会で転倒し膝を受傷しシーズンを終えた。
2019/20シーズンはサマーグランプリより競技に復帰した。ワールドカップでは開幕戦ヴィスワ大会、第2戦ルカ大会と連勝し、3位3回を加え総合9位でシーズンを終えた。
2020/21シーズンはワールドカップでは序盤はやや不調で2本目に進めない試合があったが、徐々に調子をあげ2位表彰台を2回獲得した。最終戦のプラニツァ大会（フライングヒル）の試技で飛行中にバランスを崩して転倒し、鎖骨骨折などの重傷を負った。怪我の前に行われたフライング世界選手権プラニツァ大会では団体金メダルのメンバーとなり、世界選手権オーベルストドルフ大会では個人2戦と男子団体戦に出場した。
2021/22シーズンは、大怪我から5ヶ月で競技に復帰し、サマーグランプリに最終戦より出場した。ワールドカップは優勝1回、2位1回で総合21位となった。北京オリンピックでは、個人ラージヒルは31位、男子団体ラージヒルは4位のメンバーとなった。フライング世界選手権ヴィケルスン大会は個人戦で20位となり、団体戦で銅メダルのメンバーとなった。

## 主な競技成績

### 冬季オリンピック
- 2018平昌オリンピック（ 韓国）
  - 個人ノーマルヒル 6位
  - 個人ラージヒル 4位
  - 団体ラージヒル 1位
- 2022北京オリンピック（ 中国）
  - 個人ラージヒル 31位
  - 団体ラージヒル 1位

### 世界選手権
- 2017年ラハティ大会 ( フィンランド)
  - 個人ノーマルヒル 15位
  - 個人ラージヒル 10位
  - 混合団体ノーマルヒル 5位
  - 男子団体ラージヒル 2位
- 2021年オーベルストドルフ大会 ( ドイツ)
  - 個人ノーマルヒル 9位
  - 個人ラージヒル 12位
  - 男子団体ラージヒル 6位

### フライング世界選手権
- 2016年バート・ミッテルンドルフ大会( オーストリア)
  - 個人 18位
  - 団体 1位
- 2018年オーベルストドルフ大会( ドイツ)
  - 個人 1位
  - 団体 1位
- 2020年プラニツァ大会( スロベニア)
  - 個人 13位
  - 団体 1位
- 2022年ヴィケルスン大会( ノルウェー)
  - 個人 20位
  - 団体 3位
- 2024年バート・ミッテルンドルフ大会( オーストリア)
  - 個人 22位
  - 団体 4位

### ジュニア世界選手権
- 2013年リベレツ大会（ チェコ）
  - 男子個人 32位
  - 男子団体 5位
- 2014年ヴァル・ディ・フィエンメ大会（ イタリア）
  - 男子個人 5位
  - 男子団体 3位

### ワールドカップ
- 通算 1位8回、2位12回、3位7回（2023/24シーズンまで）

| シーズン | 順位 | ポイント |
| -------- | ---- | -------- |
| 2013/14  | 64.  | 30       |
| 2014/15  | 45.  | 81       |
| 2015/16  | 7.   | 985      |
| 2016/17  | 3.   | 1201     |
| 2017/18  | 3.   | 985      |
| 2018/19  | 35.  | 106      |
| 2019/20  | 9.   | 721      |
| 2020/21  | 14.  | 543      |
| 2021/22  | 21.  | 339      |
| 2022/23  | 18.  | 449      |
| 2023/24  | 38.  | 90       |